# Pitcairnia nematophora
Pitcairnia nematophora là một loài thực vật có hoa trong họ Bromeliaceae. Loài này được L.B.Sm. & Read miêu tả khoa học đầu tiên năm 1981.